# NK BSK Bijelo Brdo
El Bjelobrdski sportski klub Bijelo Brdo (en español: Club Deportivo Bjelobrdski de Bijelo Brdo), conocido simplemente como BSK Bijelo Brdo es un club de fútbol de Croacia de la localidad de Bijelo Brdo al este de Eslavonia. Fue fundado originalmente en 1935 y refundado en 2002, donde comenzó a jugar en la quinta división de Croacia. Compite en la Segunda Liga de Croacia desde la temporada 2018-19.

## Estadio
Disputa sus encuentros de local en el Igralište BSK con capacidad para 1000 espectadores.

## Palmarés
| Competición nacional          | Títulos          | Subcampeonatos |
| ----------------------------- | ---------------- | -------------- |
| Tercera División (Este) (2/0) | 2011-12, 2013-14 |                |